# Booty Luv
Le Booty Luv (anche note come Cherise & Nadia) sono un gruppo dance-R&B inglese formatosi nel 2006.
Si tratta di un duo composto dalle cantanti Cherise Roberts e Nadia Shepherd, entrambe già attive negli anni 2000 nel gruppo Big Brovaz.

## Formazione
- Cherise Roberts
- Nadia Shepherd

## Discografia

### Album studio
- 2007 - Boogie 2nite

### Singoli
- 2006 - Boogie 2nite
- 2007 - Shine
- 2007 - Don't Mess with My Man
- 2007 - Some Kinda Rush
- 2008 - Dance Dance
- 2009 - Say It
- 2013 - Black Widow